# Антероградна амнезија
Антероградна амнезија је облик амнезије коју карактерише немогућност пребацивања информација из краткорочног памћења у дугорочно памћење, па особа која пати од таквог облика амнезије не може створити нова сећања догађаја насталих од њеног наступања, односно заборавља их чим они више нису у краткорочном складишту.
Антероградну амнезију може узроковати на пример тровање или ударац у главу од којег настаје оштећење диелова мозга укључених у складиштење дугорочних сећања.
Један од најпознатијих филмова направљених на тему антероградне амнезије је филм Мементо у којем главни лик с тим обликом амнезије покушава створити памћење догађаја након њиховог наступања тако да води белешке, снима фотографије и тетовира податке.